# Helicopsyche paucispina
Helicopsyche paucispina là một loài Trichoptera trong họ Helicopsychidae. Chúng phân bố ở vùng Tân nhiệt đới.